# Johnny Cash Is Coming to Town
Johnny Cash Is Coming to Town è il quarantaseiesimo album in studio del cantautore statunitense Johnny Cash, pubblicato nel 1987 dalla Mercury Records. Si tratta del primo album di Cash pubblicato per la suddetta etichetta.

## Tracce
1. The Big Light (Elvis Costello) - 2:41
2. Ballad of Barbara (Johnny Cash) - 4:21
3. I'd Rather Have You (Johnny Cash) - 3:11
4. Let Him Roll (Guy Clark) - 4:29
5. The Night Hank Williams Came to Town (Bobby Braddock, Charlie Williams) - 3:24 (con Waylon Jennings)
6. Sixteen Tons (Merle Travis) - 2:46
7. Letters from Home (J.C. Crowley, Jack Wesley Routh) - 3:21
8. W. Lee O'Daniel and the Light Crust Doughboys (James Talley) - 2:46
9. Heavy Metal (Don't Mean Rock and Roll to Me) (Clark, Jim McBride) - 2:50
10. My Ship Will Sail (Allen Reynolds) - 2:46

## Formazione
- Johnny Cash: voce, chitarra
- Waylon Jennings: voce in The Night Hank Williams Came to Town
- Jim Soldi: chitarra acustica e solista, cori
- Marty Stuart: chitarra acustica e solista, mandolino, cori
- Pete Wade: chitarra solista
- Bob Wootton: chitarra solista
- Joey Miskulin: chitarra solista, basso acustico, cori, tastiere
- Jack Clement: chitarra acustica, dobro, arpa giudea, kazoo
- Mike Elliot: chitarra acustica
- Jimmy Tittle: basso, cori
- Joe Allen, Michael Rhodes: basso
- Roy Huskey Jr.: basso acustico
- W.S. "Fluke" Holland: batteria
- Kenny Malone: percussioni
- Jack Hale Jr.: fiati, tastiere
- Bob Lewin: fiati, tastiere
- Jay Patten: fiati
- Earl Poole Ball: pianoforte
- Charles Cochrane: piano, tastiere
- Lloyd Green: steel guitar
- Stuart Duncan, Mark O'Connor, Vassar Clements: violino
- Paco: armonica a bocca
- June Carter & The Carter Family (June Carter Cash, Helen Carter, Anita Carter, Carlene Carter), Cinday Cash-Stuart, Bernard Peyton: cori
- Charlie Williams: voce annuncio introduttivo in The Night Hank Williams Came to Town